# Glukozamin
Glukozamin je aminosladkor, ki se nahaja v skoraj vseh telesnih tkivih, največ pa ga je v vezivnem tkivu in hrustancu.
Glukozamin je sestavni del strukture hitina, ki je polimer N-acetilglukozamina. Najdemo ga v skeletu rakov in žuželk ter v celičnih stenah gliv.
Pripravki z glukozaminom so na voljo kot zdravila na recept, zdravila brez recepta ali pa kot prehranska dopolnila.

## Vloga
Glukozamin ima v našem telesu zaščitno vlogo, prepreči obrabo in spodbudi proizvodnjo hrustanca in poveča gibljivost sklepov.
Glukozamin je najosnovnejši gradnik v biosintezi številnih snovi, vključno z glikoproteini, glikozaminoglikani in proteoglikani, ki so tesno povezane s strukturo in funkcijo sklepov. Primer teh gradnikov je beljakovina kolagen.

## Učinki in uporaba glukozamina
Glukozamin se uporablja pri osteoartritisu, ki je med najpogostejšimi oblikami bolezeni sklepov, revmatoidnem artritisu, lahko pa tudi pri športni poškodbi sklepa.
Osteoartitis je degenerativna bolezen, ki prizadane različne sklepe, kot so kolena, komolci,ramena, kolki in hrbtenica pri starejši poulaciji. Pojavijo se bolečine, togost, omejitev gibanja in  otekanje ter deformacije sklepov., Nekatera zdravila pri terapiji osteoartritisa se osredotočajo zgolj na simptome bolezni, druga zdravila pa ugodno posegajo v strukturo sklepnega tkiva. Zaželena je predvsem druga kategorija zdravil, ki naj bi upočasnila napredovanje bolezni in tako ugodno vplivala tudi v procesu dolgotrajnega zdravljenja. Nasprotno pa zdravila, ki vplivajo predvsem na bolečino, v večini se uporabljajo NSAID, naj bi v dolgotrajni terapiji povzročali stranske učinke na organizem.
V strokovni literaturi zasledimo, da se glukozamin lahko uporablja tudi pri revmatoidnem artritisu. Pri revmatoidnem artritisu je prizadetih in vnetih več sinovijskih sklepov. Revmatsko sproženi sinovitis sprosti mediatorje, ki vplivajo na katabolne učinke na sklepno komponento. Ti mediatorji so IL-1 (interlevkin 1), TNF (faktorji tumorske nekroze), PGE2 (prostaglandin E2), MMPs (metaloproteaza) in dušikov oksid (NO).  Ker glukozamin deluje supresivno na proizvodnjo teh mediatorjev, se pričakuje, da ima antirevmatični učinek.
Nekateri priporočajo glukozamin tudi pri akutni poškodi športnega kolena, ko se pojavi oteklina in bolečina. Nekateri športniki se pohvalijo z uspehom pri uporabi glukozamina, pri  drugih pa ni vidnega izboljšanja.

## Omejitve pri uporabi glukozamina
Kot omejitev pri uporabi glukozamina veljajo bolniki s hudo obliko osteoartritisa, kjer je značilno veliko zoženje medsklepnega prostora. Pri teh bolnikih ne pride do signifikantnega izboljšanja stanja. Terapija z glukozaminom je primerna le v blagih do zmernih oblikah osteoartritisa.
IGF-1 (insulin-like growth factor-1 ali inzulinu podoben rastni faktor-1 ) je anabolični rastni dejavnik, ki pomembno prispeva k rasti in popravilu hrustančnega tkiva. Vnetje zavira izražanje IGF-1, kar se kaže kot lokalno prevladajoči katabolni učinek (razgradnja). Zdi se, da glukozamin v tem primeru zmanjša tako katabolne kot anabolne poti, zato je njegov potencial popravila in obnove hrustančnega tkiva lahko omejen.

## Načini aplikacije in vrste glukozamina
Glukozamin se lahko aplicira na različne načine. Najpogostejši način aplikacije je peroralno v obliki tablet, kapsul ali praškov. Priporočen dnevni odmerek je 1500 mg na dan, 8-12 tednov. V teh okvirih je uporaba glukozamina varna in ne povzroča neželenih učinkov.
V praksi jemanje glukozamina lahko traja tudi več mesecev neprekinjeno, saj glukozamin pri veliki večini oseb nima nobenih stranskih učinkov. Glukozamin se lahko uporablja tudi v obliki obližev, kreme ali pene. Glukozamin je lahko v različnih kemijskih oblikah; kot sulfat, hidroklorid ali pa kot N-acetilglukozamin. Najpogosteje se uporablja glukozamin sulfat.

## Neželeni učinki glukozamina
Večina oseb glukozamin odlično prenaša. Njegova uporaba v običajnih odmerkih je varna.  Med kliničnimi študijami ni bilo ugotovljenih nobenih resnih neželenih dogodkov, ki bi jih lahko pripisali glukozaminu.
Vendar pa večino glukozamina izolirajo iz morskih sadežev, zato se lahko pojavijo alergijske reakcije. Tem so še posebej so izpostavljene osebe z alergijo na morske sadeže, zato izdelki z glukozaminom zanje niso primerni.
Nekateri viri sladkornim bolnikom odsvetujejo uporabo glukozamina, četudi ga jemljejo peroralno, spet drugi viri pa trdijo, da v normalnih odmerkih glukozamin nima posebnega vpliva na urejenost nivoja krvnega sladkorja, lipidov in žilnih motenj pri diabetičnih osebah.

## Klinične študije
Narejenih je bilo ogromno kliničnih študij v povezavi z glukozaminom in osteoartritisom. Številne študije so pokazale, da glukozamin normalizira presnovo hrustanca pri osteoartritisu. Eden od mehanizmov je tudi, da glukozamin neposredno vpliva na vnetne reakcije.
Zdravljenje bolnikov z osteoartritisom je trajalo 8 tednov, z glukozaminom sulfat (1500 mg dnevno), kot dve kapsuli dvakrat na dan peroralno pred obrokom. Študija je pokazala velike izboljšave glede bolečin že v enem tednu, progresivno izboljšanje pa so zasledili v obdobju štirih tednov protokola zdravljenja. Rezultati kažejo, da je uporaba glukozamin sulfata uspešno pripomogla k znatnemu zmanjšanju bolečine, togosti in funkcionalnega indeksa osteoartritisa oziroma aktivnosti bolezni.
Pri uporabi glukozamin sulfata pri bolnikih z osteoartritisom za obdobje 3 let je bilo ugotovljeno občutno zmanjšanje bolečine, izboljšanje funkcije sklepa in preprečitev hrustančne obrabe.
Klinične študije kažejo, da dolgotrajno  peroralno dajanje glukozamin sulfata v odmerku do 1500 mg dnevno v minimalni dobi 3 leta, upočasnjuje tudi degenerativni proces sklepnega hrustanca.